# Postumia (cràter)
Postumia és un cràter amb coordenades planetocèntriques de 55.85 ° de latitud nord i 58.86 ° de longitud est, sobre la superfície de l'asteroide del cinturó principal (4) Vesta. Fa 195.89 km de diàmetre. El nom adoptat com a oficial per la UAI el cinc de febrer de 2014 fa referència a Postumia, verge vestal romana.